# Fonamentalisme islàmic
El fonamentalisme islàmic és una expressió que s'utilitza a Occident per descriure a les diferents corrents polítiques i religioses, lligades a la religió de l'islam, a les quals es designa també amb altres termes com ara; integrisme islàmic o islamisme, la branca més violenta s'anomena gihadisme (cal no confondre amb el sagrat deure de la gihad) i que particularment s'associa, als països occidentals, amb moviments com els talibans afganesos, que es basen en interpretacions rigoristes com el salafisme, i fins i tot en els règims polítics com el de la República islàmica de l'Iran o el Sudan) o (d'una manera sovint menys recalcada donada la seva estreta aliança amb els Estats Units, encara que no menys notòria), la monarquia absoluta saudita i les altres monarquies àrabs del Golf Pèrsic. Es tracta de moviments amb característiques diferents i sovint oposats, però els termes amb què s'anomena a occident als uns o als altres, tendeixen a confondre i a intercanviar-se, això ajuda a la visualització d'elements com l'aplicació de la llei islàmica (la Xaria), la no distinció dels àmbits civil i religiós, o l'àmbit del clergat i del laïcisme, la imposició general de les prescripcions religioses (com ara la prohibició de l'alcohol), la vestimenta de la dona (hijab, burca, nicab, xador) la situació de les dones a l'Iran, el feminisme islàmic), el tractament dels homosexuals, els escàndols puntuals que afecten la relació entre l'Islam i l'occident, com la condemna a mort del escriptor Salman Rushdie, l'assassinat de Theo van Gogh, les revoltes per les caricatures del profeta Mahoma, els atemptats que han tingut com a objectiu diverses ciutats occidentals (l'onze de setembre de 2001 a Nova York, l'11-M de 2004 a Madrid, el juliol de 2005 a Londres, la capital del Regne Unit, i l'atemptat a París contra la redacció del Charlie Hebdo, en 2015, així com les guerres imperialistes a l'Afganistan i a l'Iraq.